# Тіммі Сімонс
Тіммі Сімонс (нід. Timmy Simons, нар. 11 грудня 1976, Діст) — бельгійський футболіст, захисник та півзахисник. Виступав закорема за «Брюгге», ПСВ, «Нюрнберг» та національну збірну Бельгії.

## Клубна кар'єра
Народився 11 грудня 1976 року в місті Діст. Вихованець футбольної школи клубу «Діст».
У дорослому футболі дебютував 1995 року виступами за команду клубу «Діст», в якій провів три сезони, взявши участь у 82 матчах чемпіонату.
Протягом 1998—2000 років захищав кольори команди клубу «Ломмел».
Своєю грою за останню команду привернув увагу представників тренерського штабу клубу «Брюгге», до складу якого приєднався 2000 року. Відіграв за команду з Брюгге наступні п'ять сезонів своєї ігрової кар'єри. Більшість часу, проведеного у складі «Брюгге», був основним гравцем команди.
2005 року уклав контракт з клубом ПСВ, у складі якого провів наступні п'ять років своєї кар'єри гравця. Граючи у складі ПСВ також здебільшого виходив на поле в основному складі команди. За цей час тричі виборював титул чемпіона Нідерландів, ставав володарем Суперкубка Нідерландів.
Протягом 2010—2013 років захищав кольори німецького «Нюрнберга».
До складу клубу «Брюгге» повторно приєднався 2013 року. Досвідченого ветерана було обрано у Брюгге капітаном команди. 13 травня 2018 року, отримавши свій четверти титул чемпіона Бельгії, Сімонс оголосив, що закінчує свою ігрову кар'єру.

## Виступи за збірну
2001 року дебютував в офіційних матчах у складі національної збірної Бельгії. Наразі провів у формі головної команди країни 93 матчі, забивши 6 голів.
У складі збірної був учасником чемпіонату світу 2002 року в Японії і Південній Кореї.
Загалом за кар'єру провів 94 матчі і став найстарішим гравцем, який коли-небудь виступав а бельгійську збірну, вийшовши на поле у віці 39 років, 11 місяців і 2 днів на гру проти Естонії 13 листопада 2016 року.

## Титули і досягнення

### Командні
- Чемпіон Бельгії (4):

«Брюгге»: 2002–03, 2004–05, 2015–16, 2017–18
- Володар Кубка Бельгії (3):

«Брюгге»: 2001–02, 2003–04, 2014–15
- Володар Суперкубка Бельгії (4):

«Брюгге»: 2002, 2003, 2004, 2016
- Чемпіон Нідерландів (3):

ПСВ: 2005–06, 2006–07, 2007–08
- Володар Суперкубка Нідерландів (1):

ПСВ: 2008

### Особисті
- Футболіст року в Бельгії (1):

2002